# JOJO的奇妙冒險 天國之眼
《JOJO的奇妙冒險 天國之眼》是從漫畫《JOJO的奇妙冒險》改編的格鬥遊戲。本作的劇情由原作者荒木飛呂彥監修，荒木並參與「到達天堂的迪奧」主要設計。遊戲中許多角色的模組和招式沿用自了同公司開發的《JOJO的奇妙冒險 群星之戰》。

## 劇情
在空条承太郎打敗迪奧後，承太郎與喬瑟夫·乔斯达到埃及的機場替简·皮埃尔·波魯納雷夫送行。但怪事發生了，已經死亡的花京院典明、穆罕穆德·阿布德爾和伊奇都復活了，並且攻擊了他們，在一名陌生男子的幫助下花京院神智恢復正常，他們驚訝地發現這名男子就是年輕的史比特瓦根。史比特瓦根說自己與喬納森·乔斯达在19世紀也遭遇到類似的「變異」，他因為聖人遺體的指引穿越到這個時代，請空条承太郎他們幫助他尋找其餘的聖人遺體，平息變異。為了查明真相，承太郎、喬瑟夫、花京院跟著史比特瓦根一起穿梭各個時空。
在其他時空裡的JOJO們也都遇到變異，他們紛紛加入搜集聖人遺體的行列。在搜集到8個聖人遺體後，他們突然被轉移到奇怪的時空中，出現在他們眼前的是一個不尋常的迪奧，喬魯諾·乔巴拿與喬尼·乔斯达的替身攻擊對他完全無效。迪奧利用他所持有的脊髓部分遺體奪走7塊遺體，JOJO們靠著空条承太郎手中的遺體回到艾亞莎·芙雷娜島，此時法尼·瓦倫泰出現了，他對JOJO們說明事情經過，原來瓦倫泰在穿越平行世界時，到了一個迪奧在1988年打敗承太郎、之後成功「到達天堂」的世界，而這裡的迪奧替身獲得巨大的能力成為「世界·超越天堂」，隨心所欲支配全世界，當他知道其他平行世界的存在，便企圖侵略空条承太郎他們所在的基本世界。無法與到达天堂的迪奧抗衡的瓦倫泰假裝屈服於他，其實在尋找能打倒天堂迪奧的人，他告訴承太郎不同世界的同一物體碰撞會爆炸。喬魯諾推測出超越天堂世界能以新的真實覆蓋掉原本的真實。
到达天堂的迪奥為了引出最後一塊遺體，操縱受控制的伙伴帶著遺體前去攻擊JOJO他們，JOJO們經過一番努力，奪回遺體及夥伴，再度來到天堂迪奧的面前，但除了空条承太郎和空条徐倫以外，其他人的靈魂都被到达天堂的迪奧吸收，原來，世界·超越要覆蓋真實必需耗費大量靈魂跟時間，搜集聖人遺體也是為了獲得更多的能力。超越天堂世界打了承太郎一拳，於是白金之星觉醒了与「世界·超越天堂」相同的覆蓋真實的能力。在徐倫的靈魂也被吸取後，承太郎用基本世界迪奧留下的手鐲跟超越天堂迪奧的手鐲相碰，使天堂迪奧的雙手被炸傷，从而無法發動覆蓋真實的能力。承太郎打敗了到达天堂的迪奧，所有人的靈魂因此回歸到了自己的時空，基本世界出現新的真實，花京院、阿布德爾、伊奇從戰鬥中生還，其他時空的JOJO及伙伴們也都有美滿的結局。

## 評價
《Fami通》為遊戲打出34/40分。